# Adolphe Diagne
Pour les articles homonymes, voir Diagne.
Adolphe Diagne, né le 17 octobre 1907 à Paris et mort le 28 février 1985 au Val-de-Grâce à Paris, est un médecin militaire, officier du corps de santé des troupes coloniales françaises, Compagnon de la Libération (décret du 18 janvier 1946) au titre de son action dans la France libre (colonne Leclerc puis 1re DFL).

## Biographie

### Famille

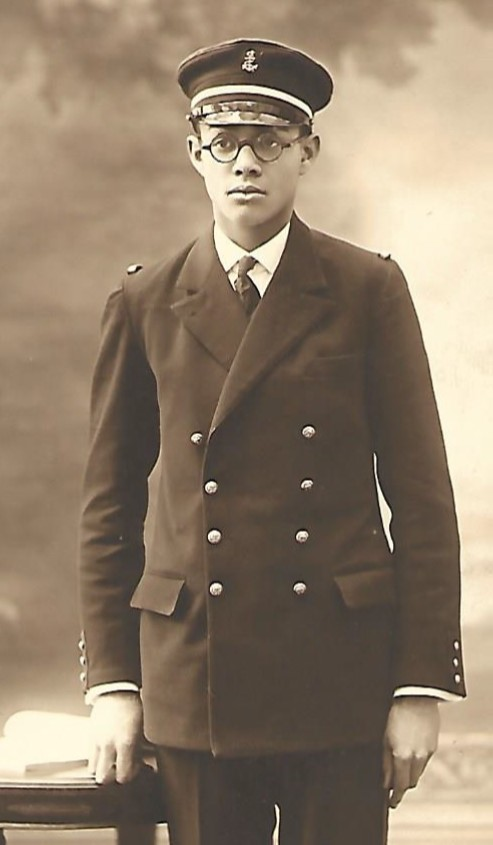
Adolphe Diagne jeune élève-officier de l'École principale du service de santé de la Marine à Bordeaux.

Il est le fils de l'homme politique franco-sénégalais Blaise Diagne (1872-1934) et de  Marie Odette Villain (1885 Orléans - 1951 Paris). Il a deux frères, Raoul (1910-2002) et Rolland (1913-1994), et une sœur, Odette (1916-1925).
Il se marie à Paris le 6 novembre 1945 avec Juliette Rosine Salle avec qui il a trois enfants, Odette Cécile, Sophie Aminata et Blaise Pierre.

### Jeunesse et formation
Adolphe Diagne entre en 1927 à l'école principale du Service de Santé de la Marine à Bordeaux. Il y obtient son doctorat puis suit le stage de médecine tropicale de l’École du Pharo à Marseille et sert d’abord comme médecin-lieutenant dans les troupes coloniales en Mauritanie.

### Seconde Guerre mondiale
Le 26 août 1940, lors du ralliement du Tchad auquel il participe activement, il s'engage dans les Forces françaises libres à Fort-Lamy. Il participe à la première campagne du Fezzan dans la patrouille du capitaine Jacques de Guillebon engagée dans la colonne Leclerc, puis à la seconde campagne du Fezzan. Il passe ensuite à la Brigade du Tchad à Fort Lamy. Il dirige ensuite le service de santé de la Brigade mixte d'Afrique française libre. Adolphe Diagne rejoint en France, en août 1944, le 1er Bataillon médical de la 1re division française libre. Il est blessé dès son premier jour de combat le 27 septembre 1944, devant Clairegoutte et Andornay, par des éclats de mortier. Ayant repris le combat lors de l'offensive dans le massif de l'Authion (Alpes-Maritimes), il se distingue ensuite à Cabanes Vieilles où, sous un bombardement intense, il dirige personnellement une équipe de brancardiers.

### Après-guerre

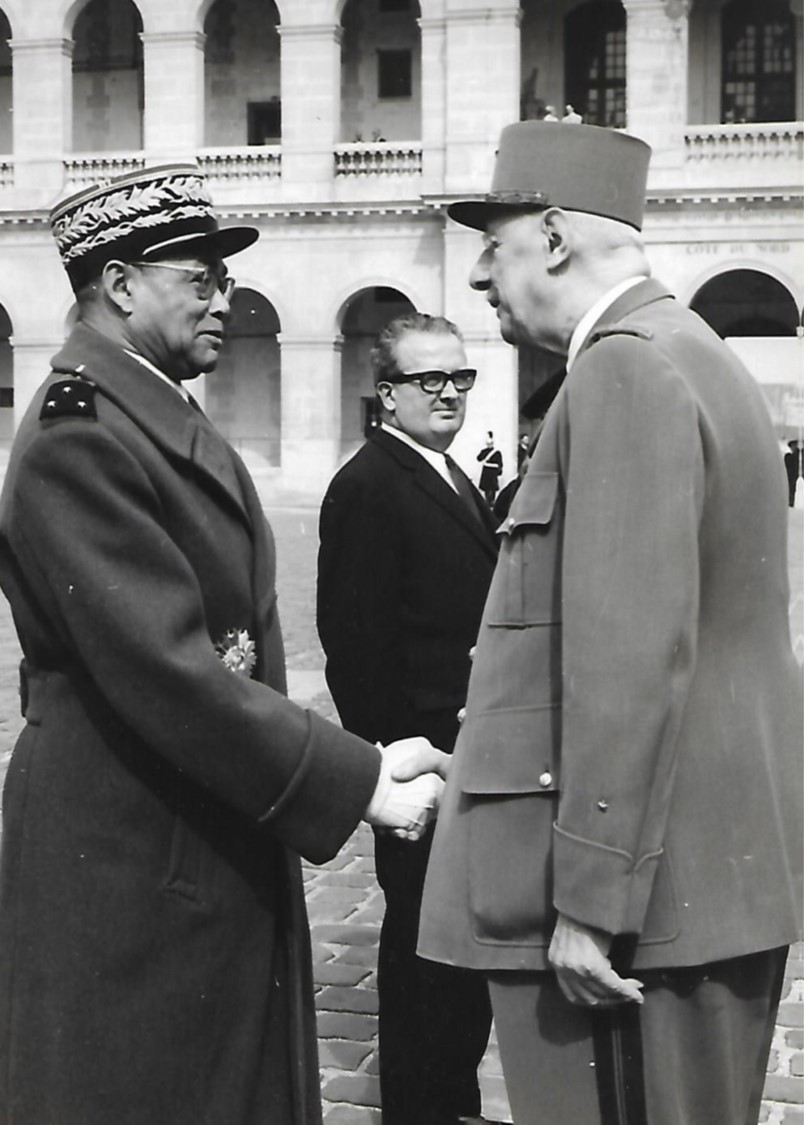
Le médecin général inspecteur Diagne en compagnie d'Yvon Morandat, décoré par le Général de Gaulle dans la cour des Invalides à Paris.

En 1952, il dirige le service de santé de la France d'Outre-mer. Il est Premier conseiller du haut-commissaire auprès de la République du Sénégal en 1959, puis chargé de mission auprès du ministre de la Coopération en 1962. En 1963, il est promu médecin-général, puis médecin général inspecteur en 1966 et termine sa carrière comme Inspecteur du Service de santé pour l'Armée de terre. Il est mort le 28 février 1985 à l'hôpital du Val de Grâce à Paris. Il est inhumé à Lourmarin (Vaucluse).

## Décorations
- Commandeur de la Légion d'honneur
- Compagnon de la Libération par décret du 18 janvier 1946[6]
- Grand officier de l'ordre national du Mérite
- Croix de guerre 1939–1945 (3 citations)
- Médaille de la Résistance française avec rosette par décret du 24 avril 1946
- Médaille coloniale avec agrafes « AFL », « Fezzan »
- Médaille commémorative française de la guerre 1939–1945 avec agrafe « Afrique-Libération »
- Officier de l'ordre de la Santé publique
- Officier de l'Ordre de l'Étoile noire du Bénin
- Officier de l'Ordre de l'Étoile d'Anjouan